# Antaxius sorrezensis
Antaxius sorrezensis is een rechtvleugelig insect uit de familie sabelsprinkhanen (Tettigoniidae). De wetenschappelijke naam van deze soort is voor het eerst geldig gepubliceerd in 1877 door Marquet.
1. ↑  (en) Antaxius sorrezensis op de IUCN Red List of Threatened Species.